# Tshikapa
Tshikapa è una città della Repubblica Democratica del Congo, situata nella Provincia del Kasai.